# Ashanti Gold SC
Ashanti Gold SC is een Ghanese voetbalclub uit Obuasi, die in 1978 werd opgericht onder de naam Obuasi Goldfields.
De club werd 3 keer op rij landskampioen midden jaren 90. Sindsdien kon de club niet meer de glorie herhalen maar speelt nog steeds in de 1e klasse.
AFC Ajax verkrijgt op vrijdag 18 juni 1999 een meerderheidsbelang van 51% in deze club; in februari 2003 werd dit belang verkocht.

## Erelijst
- Landskampioen:

1994, 1995, 1996, 2015
- Beker van Ghana

1993
- CAF Champions League

Finalist 1997

## Bekende (oud-)spelers
- Sammi Adjei